# Gilia transmontana
Gilia transmontana és una espècie de plantes amb flor del gènere Gilia. Nativa de la zona occidental dels Estats Units, de Califòrnia a Utah, creix en hàbitats desèrtics o d'altiplà. La planta arriba a fer uns 32 centímetres, i té una tija estreta envoltada a la base per una roseta de fulles lobulades. La inflorescència glandular mostra uns pocs raïms de flors que fan entre 50 i 100 mil·límetres. La flor, tubular, té una corol·la de color lavanda i un coll blanc i groc amb taques de color porpra.